# Duco
Duco era un nombre comercial asignado a una línea de productos de laca automotiva desarrollado por la compañía DuPont en 1920. Bajo la marca comercial Duco, DuPont presentó la primera línea de lacas multicolores de secado rápido hecha especialmente para la industria automotriz. Actualmente, es utilizado por Nexa Autocolor (antiguo ICI Autocolor y ahora una división de PPG Industries con sede en Pittsburgh), como un nombre comercial para esmaltes de automoción en Asia.

## Otras acepciones
- Duco se sigue utilizando como un coloquialismo para la laca nitrocelulósica en pintura automotriz.
- Duco es el acabado aplicado en guitarras acústicas de la marca National String Instrument Corporation ca. 1930.
- Duco recubiertos (Duco coated) se utiliza en la industria de la plomería para describir desagües de pisos laquelados y otros productos similares.
- Duco es también una marca de fábrica de cemento para hogares.
- Duco fue un pegamento utilizado en minimodelismo en los años 70.
- Duco también es una marca de nitrocelulosa cianoacrilato originalmente registrada por DuPont y ahora comercializada en los Estados Unidos por ITW Devcon.
- DUCO es el líder mundial en el diseño y fabricación de sistemas submarinos de cable umbilical.[1] Es una subsidiaria del Grupo Technip, bajo la marca comercial Technip Umbilical Systems. El nombre Duco proviene de Dunlop y Coflexip,[2] cuando el grupo Coflexip-Stena Offshore adquirió la actividad de sistemas umbilicales submarinos del grupo Dunlop. La compañía tiene 4 ubicaciones: Newcastle (Reino Unido), Houston (Estados Unidos), Lobito (Angola) y Tanjung Langsat (Malasia).